# New Kent County

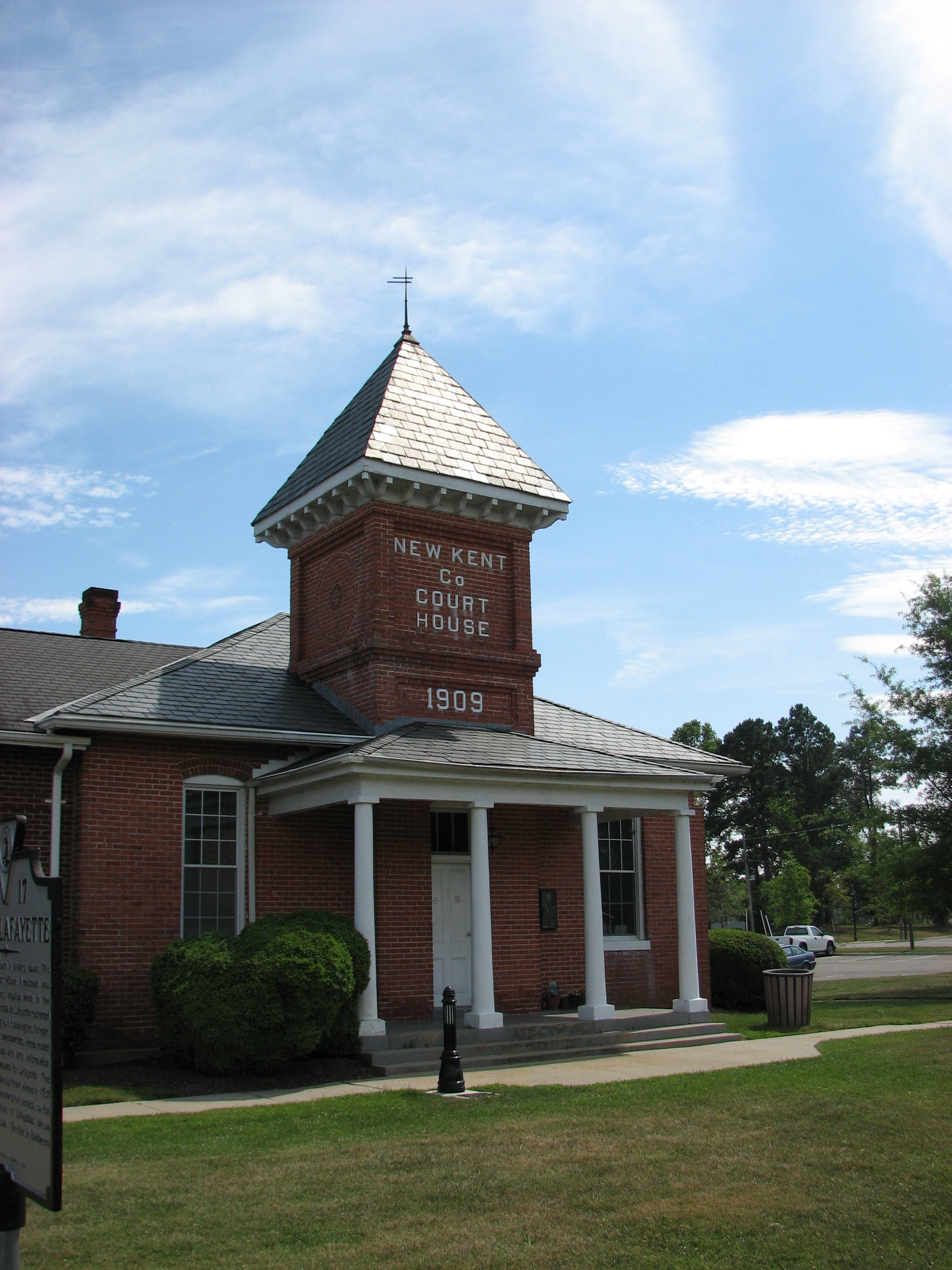
Ehemaliges New Kent County Courthouse

New Kent County ist ein County im Bundesstaat Virginia der Vereinigten Staaten. Im Jahr 2020 hatte das County 22.945 Einwohner und eine Bevölkerungsdichte von 42,3 Einwohnern pro Quadratkilometer. Der Verwaltungssitz (County Seat) ist New Kent.

## Geographie
New Kent County liegt im mittleren Osten von Virginia und hat eine Fläche von 579 Quadratkilometern, wovon 36 Quadratkilometer Wasserfläche sind. Es grenzt im Uhrzeigersinn an folgende Countys: King William County, King and Queen County, James City County, Charles City County, Henrico County und Hanover County.

## Geschichte
Gebildet wurde es 1654 aus Teilen des York County und des James City County. Benannt wurde es nach Kent, England.

## Demografische Daten

Alterspyramide des New Kent County

Nach der Volkszählung im Jahr 2000 lebten im New Kent County 13.462 Menschen. Davon wohnten 396 Personen in Sammelunterkünften, die anderen Einwohner lebten in 4.925 Haushalten und 3.895 Familien. Die Bevölkerungsdichte betrug 25 Einwohner pro Quadratkilometer. Ethnisch betrachtet setzte sich die Bevölkerung zusammen aus 80,26 Prozent Weißen, 16,20 Prozent Afroamerikanern, 1,29 Prozent amerikanischen Ureinwohnern, 0,53 Prozent Asiaten, 0,01 Prozent Bewohnern aus dem pazifischen Inselraum und 0,53 Prozent aus anderen ethnischen Gruppen; 1,17 Prozent stammten von zwei oder mehr ethnischen Gruppen ab. 1,31 Prozent der Bevölkerung waren spanischer oder lateinamerikanischer Abstammung.
Von den 4.925 Haushalten hatten 34,7 Prozent Kinder und Jugendliche unter 18 Jahre, die bei ihnen lebten. 66,6 Prozent waren verheiratete, zusammenlebende Paare, 9,0 Prozent waren allein erziehende Mütter, 20,9 Prozent waren keine Familien, 16,6 Prozent waren Singlehaushalte und in 5,6 Prozent lebten Menschen im Alter von 65 Jahren oder darüber. Die Durchschnittshaushaltsgröße betrug 2,65 und die durchschnittliche Familiengröße lag bei 2,97 Personen.
Auf das gesamte County bezogen setzte sich die Bevölkerung zusammen aus 25,0 Prozent Einwohnern unter 18 Jahren, 5,9 Prozent zwischen 18 und 24 Jahren, 32,0 Prozent zwischen 25 und 44 Jahren, 27,7 Prozent zwischen 45 und 64 Jahren und 9,4 Prozent waren 65 Jahre alt oder darüber. Das Durchschnittsalter betrug 38 Jahre. Auf 100 weibliche Personen kamen 102,6 männliche Personen. Auf 100 Frauen im Alter von 18 Jahren oder darüber kamen statistisch 99,9 Männer.

Das jährliche Durchschnittseinkommen eines Haushalts betrug 53.595 USD, das Durchschnittseinkommen der Familien betrug 60.678 USD. Männer hatten ein Durchschnittseinkommen von 40.005 USD, Frauen 28.894 USD. Das Prokopfeinkommen betrug 22.893 USD. 4,9 Prozent der Bevölkerung und 3,4 Prozent der Familien lebten unterhalb der Armutsgrenze. Davon waren 7,4 Prozent Kinder oder Jugendliche unter 18 Jahre und 7,0 Prozent waren Menschen über 65 Jahre.